# Seán Patrick O'Malley
Seán Patrick O'Malley OFM Cap (nascut el 29 de juny de 1944) és un cardenal catòlic estatunidenc. Actualment serveix com a arquebisbe de Boston, i va ser elevat al Col·legi de Cardenals el 2006. És membre de l'Orde dels Frares Menors Caputxins, habitualment coneguts com a "Caputxins". O'Maley va ser considerat com un "papabile" per succeir a Benet XVI, que havia dimitit el 28 de febrer de 2013, fins que l'escollit va ser el cardenal Jorge Mario Bergoglio, que regnà sota el nom de Francesc. El 13 d'abril de 2013, el Papa Francesc nomenà el cardenal O'Malley per a un comitè conseller format per 8 cardenals per ajudar el Papa a governar l'Església Catòlica i reformar la seva administració central.

## Biografia
Seán Patrick O'Malley va néixer com a Patrick O'Malley a Lakewood, Ohio, fill de Theodore i Mary Louise (nascuda Reidy) O'Malley. Als 12 anys ingressà al seminari menor St. Fidelis a Herman, destinada a aquells que consideraven unir-se a l'orde franciscà. Mentre que estava allà, a més del temari habitual de secundària, estudià espanyol, portuguès, grec, alemany i hebreu. Després de graduar-se a St. Fidelis, estudià a l'Institut Caputxí de Washington, D.C. i a la Universitat Catòlica d'Amèrica.
El 14 de juliol de 1965, amb 21 anys, O'Malley professà els seus vots a l'orde dels Frares Menors Caputxins i prengué el nom de Seán, en honor de Joan Evangelista. Després de ser ordenat diaca, passà una breu temporada a l'illa de Pasqua (Xile). Va ser ordenat prevere el 29 d'agost de 1970, als 26 anys, pel bisbe John Bernard McDowell, bisbe auxiliar de Pittsburgh.
Es graduà a la Universitat Catòlica amb un màster en educació religiosa i un doctorat en literatura espanyola i portuguesa. Sobre la seva alma mater va dir que «tinc un gran afecte per la Universitat Catòlica. Vaig estudiar allà. Vaig rebre allà el meu doctorat i fins i tot vaig donar classes un parell d'anys. Sempre és una joia tornar i veure com han progressat». O'Malley serví com a professor a la Universitat Catòlica entre 1969 i 1973.
El 1973 se li demanà que s'encarregués dels llatins que vivien a la zona metropolitana de Washington D.C. al ntro Católico Hispano. El Centre havia estat fundat el 1967 per l'arquebisbat de Washington, i inicialment estava portat pels missioners espanyols Pare Rutílio i la Germana Ana María. És una organització que ofereix ajut legal, educatiu i mèdic als immigrants. Obrí una llibreria en castellà i fundà El Pregonero, el primer diari en castellà a la zona de Washington DC. El 1978 el cardenal William Wakefield Baum el nomenà vicari episcopal per a les comunitats portugueses, hispanes i haitianes, i esdevingué el director executiu de l'oficina arquebisbat de Ministeri Social. Va ser nomenat cavaller comandant de l'orde de l'Infant Don Enric per Portugal el 1985 pel seu servei als portuguesos.

### Bisbe
O'Malley va ser nomenat bisbe coadjutor de la diòcesi de Saint Thomas el 30 de maig de 1984 pel Papa Joan Pau II. Va rebre la seva consagració episcopal el 2 d'agost següent pel bisbe Edward John Harper, CSsR, amb l'arquebisbe James Hickey i el bisbe Eugene Marino, SSJ, com a co-consagradors.
Serví com a coadjutor durant un any i succeí al bisbe Harper com a bisbe de Saint Thomas el 16 d'octubre de 1985, després de la dimissió de Harper. Mentre que es trobava a les Illes Verges, treballà amb els sense sostre, i obrí una llar pels malalts de SIDA. Va ser nomenat capellà de l'Orde Sobirana i Militar de Malta el 1991.
El 16 de juny de 1992 el bisbe O'Malley va ser escollit per encapçalar la diòcesi de Fall River, instal·lant-se l'11 d'agost de 1992. Com a bisbe de Fall River, O'Malley intentà solucionar l'escàndol d'abusos sexuals a la diòcesi de Fall River. A Palm Beach, també intentà arreglar els escàndols d'allà. També treballà de prop amb la població portuguesa i hispana, que són un gran percentatge dels catòlics als Estats Units.
El 1998 Joan Pau II nomenà O'Malley per l'Assemblea Especial per Oceania del Sínode de Bisbes. Coengut com a fixador en diverses diòcesis catòliques plagades per escàndols d'abusos sexuals, esdevingué arquebisbe de Boston el 2003, succeint el cardenal Bernard Law, que havia dimitit com a conseqüència dels escàndols d'abusos sexuals d'allà.

### Cardenal
.

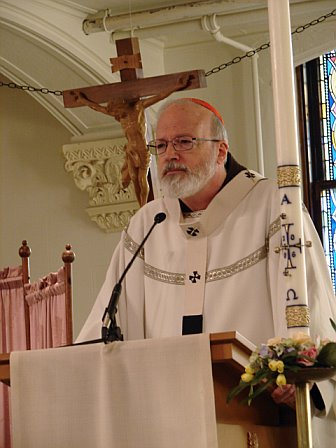
El cardenal O'Malley parlant als estudiants de l'església de Sant Pau, llar de la comunitat catòlica a la Universitat Harvard, el 30 d'abril de 2006

El papa Benet XVI elevà a O'Malley i a 14 més al Col·legi cardenalici al consistori del 24 de març de 2006, com s'havia anunciat durant la festivitat de la Càtedra de Sant Pere, el 22 de febrer. O'Malley va rebre el títol de cardenal prevere de Santa Maria della Vittoria, sent un dels dos estatunidencs que va rebre el galero aquell dia (l'altre va ser William Joseph Levada, qui succeí el Papa Benet com a Prefecte de la Congregació de la doctrina de la Fe). L'endemà, O'Malley va ser nomenat membre de les Congregacions per al Clergat i per a la Vida Consagrada i Vida Apostòlica a la Cúria Pontifícia. Al setembre de 2009 esdevingué membre del Pontifici Consell per a la Família.
El 19 de setembre de 2006 O'Malley esdevingué el primer cardenal amb un blog "www.CardinalSeansBlog.org". Des del Nadal de 2006 publica un podcast regularment. Opina que són «una altra eina que podem fer servir per arribar als joves a la nostra Església que cada cop més cerquen a internet per informar-se.»
O'Malley participà en el conclave de 2013, que elegí el Papa Francesc, i és elegible per participar en qualsevol conclave futur que se celebri abans del seu 80è aniversari, el 29 de juny de 2024.
A data de setembre de 2011, O'Malley és l'únic caputxí membre del Col·legi de Cardenals.
El 13 d'abril de 2013 va ser nomenat per formar part d'un grup de 8 cardenals creat pel Papa Francesc, exactament un mes després de la seva elecció, per aconsellar-lo i per estudiar un pla per revisar la constitució apostòlica sobre la Cúria Pontifícia, Pastor Bonus. La primera trobada estava programada per l'1 i el 3 d'octubre de 2013, tot i que el Papa està en contacte amb els membres del grup.
Des del 24 de març de 2014 és membre de la Comissió Pontifícia per la tutela dels menors, instituïda pel Papa Francesc.

## Opinions

### Polítiques d'avortament
Al novembre de 2007, el cardenal O'Malley va dir que el Partit Demòcrata ha estat persistentment hostil als grups pro-vida i que el fet que molts votants catòlics donin suport als candidats demòcrates "ratlla en l'escàndol". En una entrevista concedida al novembre de 2008 va dir que, llevat que l'Església els hagi excomunicat formalment, el no negarà la comunió a polítics catòlics a la seva diòcesi que donin suport a l'avortament legal. Malgrat les crítiques dels catòlics conservadors, incloent-hi Raymond Arroyo d'Eternal Word Television Network, per la seva participació en el funeral del Senador Ted Kennedy, un defensor de l'avortament legal, O'Malley celebrà la Missa de funeral i encapçalà una pregària. Demanà per un diàleg polític menys contenciós: «no canviarem els cors donant l'esquena a la gent en els seus moments de necessitat i quan experimenten dolor i pèrdua». Va dir que aprecia el treball del Senador vers la justícia social, però que «hi ha un sentit tràgic de l'oportunitat perduda en la seva falta de suport als nens no nats.»

### Conferència de Lideratge de Dones Religioses
L'1 d'octubre de 2009, O'Malley va escriure una carta en nom del Comitè sobre el Clergat, Vida Consagrada i Vocacions de la Conferència Episcopal dels Estats Units per la Conferència de Lideratge de Dones Religioses, llavors sota la investigació de la Congregació de la doctrina de la Fe, lloant una exposició itinerant que documentava la tasca de les dones religioses als Estats Units. Va escriure que «l'Església està agraïda per tot el que aquestes comunitats han fet i continuen fent per avançar en la missió de l'Església, essencialment en àrees com la salut, l'educació, els serveis socials i el ministeri pastoral, que es destaca a l'exposició».

### Polítiques d'abús sexual
O'Malley ha resolt 101 demandes per abús i afirma haver iniciat una política de tolerància zero contra els abusos sexuals. També ha instituït una de les primeres polítiques integrals a l'Església Catòlica sobre els abusos sexuals. El 5 de desembre de 2013 O'Malley anuncià l'aprovació d'una comissió pontifícia el propòsit de la qual era evitar els abusos sexuals per part dels clergues i l'ajut a les víctimes.

### La controvèrsia de Caritas Christi
El 2009, la Caritas Christi Health Care, empresa de l'arquebisbat de Boston, va proposar contractar amb Centene Corporation, una companyia d'assegurances de salut amb seu a Missouri, la prestació de determinats serveis de salut, incloent l'avortament i els serveis d'interrupció de l'embaràs, a través d'una empresa de propietat conjunta amb nom CeltiCare. El nou director de Càritas, el Dr Ralph de la Torre, va anunciar el projecte com a part d'un esforç per alleujar els problemes financers del sistema hospitalari, mentre que l'extensió de serveis per a la població amb ingressos baixos o marginada. Per tal que Càritas participés en el programa programa CommonwealthCare de l'estat de Massachusetts, CommonwealthCare, Càritas havia de proporcionar accés als serveis obligatoris, entre ells alguns prohibit per la doctrina catòlica. Torre explicà: "Quan un pacient busca un procediment d'aquest tipus, professionals de la salut de Càritas tenen clar que (a) l'hospital no els realitza i (b) el pacient ha d'acudir a la seva asseguradora per a major orientació. Això, de fet, és la pràctica actualment en vigor en el sistema de Càritas, ja que treballem amb altres companyies d'assegurances en virtut de les lleis estatals que l'accés als procediments que no són proveïts pel sistema de Càritas."
O'Malley va demanar al Centre Nacional Catòlic de Bioètica que revisés la relació contractual, que els teòlegs en una enquesta duta a terme pel Boston Globe al març havien donat suport unànimement per considerar que els hospitals catòlics no participarien directament en la prestació d'avortament i la disposició seria permetre a Càritas per prestar serveis molt necessaris als pobres. la Lliga d'Acció Catòlica de Massachusetts va criticar l'acord: "Amb Càritas Christi ara incorporada a fons en la cultura de la mort, ara estem davant la fi, a Massachusetts, almenys, de la resistència mèdica catòlica a l'avortament i l'anticoncepció. Aquest tràgic estat de coses és la responsabilitat personal de l'arquebisbe de Boston, el cardenal Sean O'Malley ".
El juny de 2009, Caritas Christi, a petició d'O'Malley, acabà amb la seva propietat parcial de Celticare. O'Malley va dir:
| « | En tot aquest procés, el nostre únic objectiu ha estat la de proveir a les necessitats dels pobres i subatesos d'una manera que és total i completament d'acord amb la doctrina moral catòlica. En retirar-se de l'empresa conjunta i servir els pobres com un proveïdor... defensant l'ensenyament moral catòlic, en tot moment, que són capaços de tirar endavant la missió fonamental de l'assistència sanitària catòlica. | » |

Els grups d'activistes anti-avortament variaren en les seves respostes. Alguns lloaren la decisió d'O'Malley, però d'altres continuaren objectant que Caritas, com a participant de CommonwealthCare, encara era requerida, fins i tot negant-se a realitzar avortaments, a participar en les remissions avortament.

### Catholic Charities i adopció homosexual
Massachusetts va incloure l'orientació sexual en el seu estatut anti-discriminació el 1989, i el 17 de maig de 2004 legalitzà el matrimoni homosexual. Entre 1985 i 1995'Catholic Charities de Boston, que acceptà els fons estatals en suport dels seus programes de servei d'adopció, envià 13 fills parelles homosexuals de 720 adopcions. El president de Catholic Charities Rev. J. Bryan Hehir explicà la pràctica: «Si poguéssim dissenyar el sistema nosaltres mateixos, no participaríem en adopcions a parelles homosexuals, però no podem. Hem d'equilibrar diversos deus.» Al desembre de 2005, el comitè dominat per laics de Catholic Charities de Boston votà unànimement per continuar amb les adopcions homosexuals. El 10 de març de 2006, després de buscar ajut, sense èxit, amb el Governador Mitt Romney per obtenir una excepció de l'estatut anti-discriminació, O'Malley i els caps de  Catholic Charities  anunciaren que l'agència acabaria la seva tasca d'adopció el 30 de juny, en comptes de continuar posant infants sota la tutela de parelles homosexuals. Hehir va dir «és un dia difícil i trist per a Catholic Charities. Hem estat fent adopcions des de fa més de 100 anys.»

## Visitador apostòlic a Dublín
Al juny del 2010, després dels informes Ryan i Murphy sobre els abusos de l'Església a Irlanda, el cardenal O'Malley va ser nomenat entre d'altres per supervisar la visita apostòlica de certes diòcesis i seminaris irlandesos. El cardenal O'Malley va ser noemant com a Visitador a l'Arquebisbat de Dublin i les seves seus sufragànies, Ferns, Ossory i Kildare i Leighlin. Ha d'informar directament a la Santa Seu sobre quins aspectes s'han pres des que es publicaren els informes, i què més cal que succeeixi.

## Honors
- Gran Prior de la Tinència del Nord-est dels Estats Units de l'orde del Sant Sepulcre
- Comandant de l'orde de l'Infant Don Enric - (Portugal) - 1985
- Capellà de l'Orde Sobirana i Militar de Malta - 1991